# Alberni-Clayoquot
Alberni-Clayoquot – dystrykt regionalny w kanadyjskiej prowincji Kolumbia Brytyjska, w środkowo-zachodniej części Wyspy Vancouver. Siedziba władz znajduje się w Port Alberni.
Alberni-Clayoquot ma 31 061 mieszkańców. Język angielski jest językiem ojczystym dla 89,6%, francuski dla 1,9%, niemiecki dla 1,6%, holenderski dla 1,1%, pendżabski dla 1,0% mieszkańców (2011).

## Jednostki niższego szczebla[2]
City
- Port Alberni

District municipalities
- Tofino
- Ucluelet

Okręgi wyborcze
- Alberni-Clayoquot A
- Alberni-Clayoquot B
- Alberni-Clayoquot C
- Alberni-Clayoqout D
- Alberni-Clayoquot E
- Alberni-Clayoquot F

Rezerwaty Indian
- Ahahswinis 1
- Alberni 2
- Anacla 12
- Clakamucus 2
- Elhlateese 2
- Esowista 3
- Hesquiat 1
- Ittatsoo 1
- Keeshan 9
- Klehkoot 2
- Macoah 1
- Marktosis 15
- Numukamis 1
- Openit 27
- Opitsat 1
- Refuge Cove 6
- Sachsa 4
- Stuart Bay 6
- Tsahaheh 1